# Tudor Polak
Tudor Polak (n. 11 februarie 1986, Huși, Vaslui, România) este un deputat român, ales în 2020 din partea PNL.